# ГЕС Кольєрвілл
ГЕС Кольєрвілл — гідроелектростанція у штаті Каліфорнія (Сполучені Штати Америки). Знаходячись між малою ГЕС New Spicer Meadow (5,5 МВт, вище по течії) та ГЕС New Melones, входить до складу однієї з гілок гідровузла у сточищі річки Станіславус, правої притоки Сан-Хоакін, яка впадає до затоки Сан-Франциско.
ГЕС Collierville живиться ресурсом із річки Норт-Форк-Станіславус, правої притоки Міддл-Форк-Станіславус, котра в свою чергу є правою твірною Станіславус (інша гілка гідровузла пов'язана з самою Міддл-Форк). Для накопичення води у верхній частині сточища створено цілий ряд водосховищ, як то: Лейк-Алпайн на Сільвер-Крік (права притока Норт-Форк-Станіславус), Уніон та Утіка (розташовані послідовно на Норт-Форк-Станіславус) і Нью-Спайсер-Медоу на Хайленд-Крік (ліва притока Норт-Форк-Станіславус). Ресурс з них за допомогою тунелів у підсумку перекидається до згаданого останнім резервуару Нью-Спайсер-Медоу, на виході з якого працює мала електростанція.
Далі вода природним шляхом прямує до створеного у пониззі Норт-Форк-Станіславус водосховища Маккейз-Поінт з площею поверхні 0,14 км2 та корисним об'ємом 2,4 млн м3, що забезпечується коливанням рівня поверхні між позначками 1000 та 1027 метрів НРМ. Сховище утримується за допомогою бетонної аркової греблі висотою 75 метрів, довжиною 239 метрів та товщиною від 3 (по гребеню) до 12 (по основі) метрів, яка потребувала 100 тис. м3 матеріалу. Окрім власного стоку воно також поповнюється за рахунок перекидання ресурсу із Бівер-Крік (ще одна притока Норт-Форк-Станіславус, котра впадає нижче від греблі).
Від Маккейз-Поінт прокладено дериваційний тунель довжиною 11,7 км та діаметром 5,5 метра, який після напірної шахти висотою 439 метрів з діаметром 3,7 метра переходить у високонапірний нижній тунель довжиною 1,2 км з діаметром 3,7 метра. Ця система спершу прямує під правобережним масивом Норт-Форк-Станіславус, а після устя останньої — по правобережжю Міддл-Форк-Станіславус. У підсумку ресурс надходить до машинного залу, де встановлено дві турбіни типу Пелтон потужністю по 126,5 МВт, які працюють при напорі у 692 метри.
Видача продукції відбувається по ЛЕП, розрахованій на роботу під напругою 230 кВ.